# Анна Баторі
Анна Баторі з Сомльо (пом. близько 1570 р.) — трансильванська воєводівна, донька Іштвана Баторія та Катерини Телегді та сестра польського короля Стефана Баторія.

## Життєпис
16 вересня 1539 року вона вийшла заміж за Каспера Драгфі з Бельтека. Анна Баторій народила Каспару двох синів:
- Дєрді (народився 24 лютого 1543 р., помер до 10 жовтня 1555 р.),
- Ян (народився 6 травня 1544 р., помер до 11 січня 1557 р.).

Перший чоловік Анни помер 25 січня 1545 року. Після смерті Каспара Анна вийшла заміж за Антонія Другета Гоммонаї. Другий шлюб Анни тривав до смерті Антонія в 1548 році й мав двох дітей:
- Миколая, згаданий у 1575 р.
- Барбара — дружина Мартона Кецети та Ференца Кенди.

Третім чоловіком Баторі був її родич Дйордь VI Баторі. Від третього шлюбу воєводівни було четверо дітей:
- Стефан — суддя,
- Єлизавета — дружина Ференца Надашді, яку називають «Кривава графиня Чахтицька»,
- Софія — дружина Андраша Фігеді,
- Клара — дружина Міхая Вардая.

Анна Баторі та її третій чоловік Єжи належали до євангельсько-реформатської конфесії та вважали себе затятими прихильниками Реформації.